# Kokra
Kókra je reka v severozahodni Sloveniji, levi pritok Save v Kranju. Izvira pod mejnim grebenom v Karavankah in teče sprva po ozki in globoki dolini večinoma proti jugu. Pri Preddvoru vstopi v ravnino Ljubljanske kotline, teče proti jugozahodu in se pod starim mestnim jedrom Kranja izliva v Savo.
Večji desni pritoki so Reka, Koritarica, Lobnica, Čemšeniški potok, Bistrica, Suha, Belica in Kokrica (tudi Rupovščica), edini večji levi pritok je Jezernica, manjša sta mdr. Ledeni jarek in Mlinščica.

## Opis reke
Kokra je v večjem delu toka hitro tekoča gorska reka, ki nastane na južni strani glavnega grebena Karavank iz več manjših izvirov v strmem svetu med Virnikovim Grintavcem (1654 m) na jugovzhodu in Pečovnikom (1636 m). Površje je zgrajeno iz manj odpornih paleozojskih skrilavih glinovcev in peščenjakov, v celoti poraščeno z gozdom in težko prehodno. Potok teče sprva po globoki grapi proti jugu, ko pa se ji pod kmetijo Robnik v n.v. ok. 900 m z desne pridruži podoben potok z območja planine Komatevra, se dolina obrne proti jugovzhodu in postopoma se ji tudi zmanjša strmec. V globoko in strmo dolino se z obeh strani stekajo kratke in strme grape ob pritokih, a pobočja v skrilavih glinovcih ostajajo strma ter ves čas poraščena z gozdom. Niže v dolini je na levi strani doline kamnolom lehnjaka, edini te vrste v Sloveniji, ki pa ga zaradi izčrpanosti postopoma zapirajo.
Dolinsko dno ob reki se pod kamnolomom nekoliko razširi, dober kilometer niže se v Kokro izlije levi pritok Jezernica, ki priteka z Jezerskega in malo naprej še desni pritok Reka izpod Storžiča. Kokra tu vstopi v sotesko, ki si jo je globoko vrezala v pretežno apnenčaste kamnine Kamniško-Savinjskih Alp, med Storžičem (2132 m) na zahodu in najvišjim delom pogorja na vzhodni strani (Grintovci). Soteska je mestoma tako ozka, da je v njej komaj prostora za reko in cesto Preddvor–Zg. Jezersko, le tu in tam je tik ob reki prostora za nekaj hiš. V tem delu so v pobočja vrezane strme in kratke grape, nekoliko večja sta le desna pritoka Koritarica in Lobnica. Ob izlivu slednje Kokra prestopi na neprepustne triasne kamnine (kremenov keratofir) in dolinsko dno se takoj nekoliko razširi, da je na njem nekaj več prostora za zaselke naselja Kokra. V zadnji ledeni dobi, in verjetno tudi v predhodnih, je bil ta zgornji del doline zelo drugačen, saj so vanj segali manjši ledeniki: po mnenju starejših raziskovalcev naj bi jezerski ledenik iz današnjega Jezerskega segal še dober kilometer dolvodno od Sp. Fužin, izpod Kokrskega sedla je verjetno segal v dolino manjši Suhodolski ledenik in iz Roblekovega kota še Roblekov ledenik.
Pod kokrsko cerkvijo se reka obrne proti zahodu, prečka pas karbonatnih kamnin, pri Preddvoru pa vstopi v ravnino Ljubljanske kotline, v katero je reka v pleistocenu nasula obsežen položen vršaj, ki sega vse do izliva v Savo pri Kranju. Zgrajen je skoraj v celoti iz karbonatnega proda, a se je ponekod deloma že sprijel v trši konglomerat, reka pa si je po koncu zadnje ledene dobe vanj vrezala plitvo dolino, ki jo na obeh straneh spremljata nizki, a izraziti terasi, na katerih je zlasti na levem bregu sklenjen niz vasi vse od Preddvora do Kranja. Z desne priteče v Kokro več manjših pritokov (Bistrica, Suha, Belica in Rupovščica).
Med Visokim in Britofom reka močno vijuga in erodira, nato pa se dolvodno počasi umiri in se začenja zajedati v vse globlji kanjon, ki si ga je izdelala v konglomeratno podlago. Sestavljen je iz treh delov, vmes sta dve krajši razširitvi: prvi del je že pri Britofu, kjer je pod mostom iz Britofa v Predoslje širok komaj nekaj metrov (takšni strugi ponekod pravijo predaselj in od tod verjetno izvira ime vasi), nato pa se pri nekdanji tovarni olja struga ponovno nekoliko razširi. Drugi odsek kanjona sega od Britofa do iznad kmetije Vočan, dolg je dober kilometer, prek njega vodi gorenjska avtocesta. Na njegovem zgornjem koncu je t. i. Šmajdov grad, s kamnitim zidom zazidan spodmol tik nad reko, v katerem naj bi v časih turških vpadov okoličani skrivali svoje dragocenosti.
Tretji, najdaljši in najgloblji del kanjona se začne pod izlivom Rupovščice (Kokrice) in sega do izliva v Savo. Dolg je dobra dva kilometra in do 30 m globok, na obeh rečnih bregovih se dvigajo mestoma navpične konglomeratne stene, v strugi so ponekod veliki bloki konglomerata. Ker je konglomerat zelo mlad, ni posebej močno sprijet, tako da se s pobočij občasno odkrušijo tudi veliki kosi skal. Eden največjih podorov se je zgodil ponoči 1. februarja 1881 na levem pobočju kanjona tik pred izlivom reke v Savo, o katerem beremo zanimiv zapis: »Kolikor pomni sedanji rod, so se odtrgali 1. februarja 1881 ogromni kosi laborne stene v Lajhu na levem bregu pred izlivom Kokre v Savo ob Čirčiškem mostu. Od navpičnega 30 do 35 m visokega skalnatega brega so se ločili zjutraj ob 5½ uri tistega dne sprednji deli stene nad „Podskalovcem“ v dolžini 70 do 80 metrov in so zgrmeli navzdol s takšno silo, da se je treslo v hišah po mestu pohištvo in so žvenketala okna kakor ob potresu. ... Velikanske in mnoge skale in manjši odkruški so zasuli in zajezili Kokri strugo tako močno, da je voda le deloma odtekala po mlinskem jarku nasproti ležečega tedanjega Ažmanovega mlina, v strugi pa so se navrhovatili odkruški tako visoko, da so zajezili Kokro in je zaustavljena rečna voda napravila malo jezero, ki se je prostiralo od skalnatega jezu navzgor tja do kraja pod kranjskim župniščem.« 
Še hujše posledice je imel skalni podor 18. februarja 1915 ob 3. uri zjutraj, saj se je podrl na hišo družine Sirc in ubil tri njene prebivalce.  Manjši skalni odlomi in podori so se dogajali tudi kasneje, zadnji večji se je zgodil v noči z 10. na 11. april 2010 na levem bregu, ko se je podrlo okoli 150 m3 skal.

## Hidronim in etimologija
Ime reke je predslovanskega izvora in je po mnenju jezikoslovcev verjetno v sorodu z imenom reke Krke, ki se je v antiki imenovala Κορκόρας oziroma latinsko Corcoras, pozneje pa naj bi iz tega nastala oblika Konkras. V zgodovinskih virih se njeno ime pojavlja v  oblikah Chocher (1154), Coker (1239, 1256), Goker (1267), Ganker (1400), Koker (1415), kasneje je prevladala nemška oblika imena (Kanker, tudi Ganker).

## Hidrogeografija
Kokra ima alpski dežno-snežni režim z izrazitim prvim viškom jeseni (novembra) in drugim viškom spomladi (april–maj). Jesenski višek prispevajo dolgotrajnejša jesenska deževja, ko dežuje tudi še v višjih legah, spomladanski višek pa je manj izrazit in predvsem posledica taljenja snega. Izrazita sta tudi oba nižka: februarski je posledica snežne retinence, avgustovski pa manjše količine padavin in povečane evapotranspiracije zaradi višjih poletnih temperatur. Zaradi velikih strmin velik delež padavin hitro odteče po pobočjih in naprej po reki navzdol, zato ima Kokra zelo velik specifični odtok (36,8 l/s/km2) in tudi visok odtočni količnik, vendar precej manjšega v primerjavi s sosednjo Kamniško Bistrico (60,2 %).
Kokra je izrazit hudournik, vendar za razliko od številnih drugih naših rek ne povzroča hudih težav zaradi poplav. Glavna razloga sta, da ima v gorskem delu doline le ozko dolinsko dno, na katerem ni bilo veliko prostora za poselitev, v ravninskem delu pa je vrezana v lastne prodne nanose, naselja pa so v varni legi na višji terasi. Manjše poplavne površine so samo med Spodnjo Kokro in Preddvorom, pod Miljami in pri izlivu Rupovščice.
Na vodomerni postaji Kranj so v obdobju 1991–2010 namerili najmanjše pretoke avgusta leta 1992, ko je Kokra skoraj povsem presahnila (16.8.1992: 0,037 m3/s), in oktobra istega leta (3.10.1992: 0,224 m3/s), največja pretoka pa ob poplavah 1.11.1990 (130 m3/s) ter 23.12.2009 (127 m3/s).
Zaradi velike količine proda, ki ga zlasti ob višjih pretokih prenaša po svoji strugi, ima precejšnjo erozijsko moč, zato zelo pogosto spodjeda in ruši bregove. Že pred desetletji so jo poskušali do neke mere ukrotiti z gradnjo nizkih protierozijskih pregrad, pred leti pa so na njej začeli izvajati poskus trajnostnega, celovitega urejanja celotnega porečja, ki pa ni bil izpeljan do konca.

## Kakovost vode
Kokra je sicer zajeta v program stalnega monitoringa kakovosti voda, vendar podatkov za zadnja leta ni na razpolago. V zgornjem in srednjem toku je Kokra čista gorska reka, saj je območje redko poseljeno in skrbno varovano zaradi pomembnih vodnih virov. Tudi v spodnjem toku se je s širjenjem kanalizacijskega omrežja in čiščenjem črnih odlagališč odpadkov kakovost vode izboljšala, čeprav se zlasti ob majhnih poletnih pretokih kakovost vode močno poslabša. Sodeč po indikatorskih algah na stanje občutno negativno vpliva tudi odvzem vode za hidroelektrarne in protokolarni objekt Brdo, verjetno zaradi kombinacije zmanjšanega pretoka in organskega onesnaževanja z odplakami.
Prispevek k čistejši Kokri so novo kanalizacijsko omrežje in čistilna naprava za 800 populacijskih enot na Zg. Jezerskem ter nova centralna čistilna naprava Preddvor pod Tupaličami z zmogljivostjo 4000 populacijskih enot. Naselja v spodnjem delu porečja so prek kanalizacijskega omrežja skoraj v celoti vezana na veliko centralno čistilno napravo Kranj.

## Ljudje in reka
Struga Kokre je na celotni dolžini v razmeroma dobrem naravnem stanju, čeprav so številni krajši odseki deloma ali v celoti spremenjeni, predvsem z namenom zmanjšanja njenega erozijskega delovanja, upočasnjevanja transporta plavin in zaščite brežin ob prometnicah. Celo še v ravninskem delu ima reka precejšen strmec (v srednjem toku okrog 20 ‰, v spodnjem toku okrog 12 ‰), tako da je to precej živahna reka s hitrim tokom, precejšnjo erozijsko močjo in velikimi količinami plavin. Za umirjanje so v strugi zgradili številne nizke prečne pregrade, ki zmanjšujejo njeno erozijsko moč in hkrati niso ovira za vodna bitja, v novejšem času  je bilo v srednjem toku zgrajenih tudi nekaj malo višjih protierozijskih pregrad, ki pa so zgrajene na tradicionalen način iz lesa in kamna (kranjska stena) in z ribjo stezo ob strani.
V srednjem toku Kokre je več pomembnih vodnih zajetij za oskrbo ravninskih naselij, vključno s Kranjem in Šenčurjem. Precejšnje količine vode odvzemajo v Kokri za potrebe zasneževanja smučišč na Krvavcu, pri Preddvoru pa odvzemajo tudi vodo za vzdrževanje ribnikov v protokolarnem objektu Brdo pri Kranju.
V preteklosti je bila Kokra tudi pomemben vir energije in je poganjala številne žage in mline, v Zgornji Kokri so bile ob reki že v 16. st. manjše fužine. Pred drugo svetovno vojno je bilo na Kokri do Preddvora 13 žag, večinoma manjše v lasti domačih kmetov in nekaj večjih v lasti lesnih trgovcev ; iz ene takšnih je zrasel današnji obrat lesne industrije Jelovica iz Škofje Loke v Preddvoru. Ob spodnjem toku je na osnovi vodne energije v preteklosti nastalo več industrijskih obratov, mdr. nekdanja tovarna olja v Britofu in nekdanja tekstilna tovarna na Primskovem (Kranj). Med Tupaličami in Visokim je bila nekoč po levi strani speljana mlinščica, ob kateri je delovalo sedem mlinov.
Vodna energija je pomembna še danes, saj je ob reki nekaj malih hidroelektrarn, ki na večinoma kratkih odsekih odvzemajo iz struge kar občutne deleže vode, posebej ob majhnih pretokih, mdr. Fužine v Zg. Kokri, Kokra v Srednji Kokri, Preddvor, Oljarica v Britofu, Kokra v kanjonu Kokre  in Standard ob izlivu Kokre v Savo.

## Varstvo narave
Celotna reka Kokra od izvira do izliva je zavarovana kot naravna vrednota državnega pomena, zgornji in srednji tok sta tudi del območij Natura 2000 (Karavanke in Kamniško-Savinjske Alpe). Čista voda z bogatim živim svetom, slikovita prodišča iz pisanega proda, ki odraža izjemno pestro kamninsko sestavo zgornjega dela porečja, naravne brežine z drevesnim in grmovnim obvodnim rastjem dajejo poseben čar tej lepo ohranjeni alpski reki v zgornjem in srednjem toku. Ob reki pod Visokim stoji ob reki geološka piramida, ki prikazuje raznolikost prodnikov iz rečne struge in je del krajše učne poti.
V spodnjem toku je velika posebnost kanjon reke Kokre, ozka in do 30 m globoka dolina, ki jo je Kokra vrezala v debele plasti konglomerata, ko je morala po koncu zadnje ledene dobe slediti poglabljanju Save. Ta odsek Kokre je še posebej zavarovan kot del kulturnega in zgodovinskega spomenika Staro mestno jedro Kranja. Poleg naravnih posebnosti mu daje dodaten čar še lega starega mestnega jedra Kranja tik nad navpičnimi konglomeratnimi pobočji kanjona. Skozi kanjon je speljana zanimiva učna pot.
Kokra je tudi ribolovna reka, v njenem zgornjem in srednjem toku živita predvsem potočna postrv (Salmo trutta) in umetno vnešena šarenka (Oncorhynchus mykiss), v spodnjem toku tudi klen (Leuciscus cephalus cephalus) in lipan (Thymallus thymallus) . Z ribjim življem v reki upravlja ribiška družina Kranj.